# Les Grandes Batailles du passé
Les Grandes Batailles du passé (em Portugal: As Grandes Batalhas do Passado) foi uma série de 28 programas de televisão históricos de Henri de Turenne e Daniel Costelle, que foi para o ar originalmente na televisão francesa entre 1973 e 1978. O tema desses programas estava relacionado com batalhas militares icónicas ocorridas antes do Segundo Guerra Mundial. Esses programas alternam intervenções de historiadores ou especialistas militares com extratos de filmes de ficção, imagens dos lugares em questão. Em Portugal, a série foi exibida entre 1978 e 1979, às quintas-feiras na RTP2.
Entre 1966 e 1974, Henri de Turenne, Jean-Louis Guillaud e Daniel Costelle dirigiram e produziram uma série de programas de televisão intitulada Les Grandes Batailles, dedicada às batalhas da Segunda Guerra Mundial.